# Герои Советского Союза, похороненные в Смоленской области
В данном списке представлены Герои Советского Союза, захороненные на территории Смоленской области — в общей сложности 76 человек, а также года их жизни, воинские звания, места и фотографии захоронений. На сегодняшний день в области не осталось в живых ни одного Героя Советского Союза.
71 Герой Советского Союза, захороненный в Смоленской области, получил это звание за боевые заслуги в годы Великой Отечественной войны, 34 из них — посмертно (они выделены в таблице серым цветом). По одному человеку были удостоены звания: за бои на озере Хасан в 1938 году (В. П. Винокуров), за боевые заслуги в японо-китайской войне (А. А. Губенко), за боевые заслуги в советско-финской войне (С. Н. Николенко), за подавление Венгерского восстания 1956 года (В. В. Субботин), за участие в испытаниях новейшей атомной техники ВМФ (Э. Д. Балтин). Наибольшее по области количество Героев Советского Союза (29 человек) захоронено на кладбищах города Смоленска.
| № п/п | ФИО                            | Дата рождения | Воинское звание (конечное) | Дата Указа (присвоение) | Дата смерти | Место захоронения                                                           | Фотография захоронения |
| ----- | ------------------------------ | ------------- | -------------------------- | ----------------------- | ----------- | --------------------------------------------------------------------------- | ---------------------- |
| 1     | Амосенков Александр Максимович | 01.05.1919    | Полковник                  | 24.03.1945              | 27.01.1993  | Велижский район, деревня Крутое                                             |                        |
| 2     | Архипов Василий Степанович     | 26.03.1920    | Младший сержант            | 12.04.1942              | 20.12.1941  | Сычёвский район, город Сычёвка                                              |                        |
| 3     | Астахов Иван Михайлович        | 15.05.1921    | Капитан                    | 01.07.1944              | 03.03.1944  | Руднянский район, город Рудня, братская могила № 2                          |                        |
| 4     | Базылев Иван Кириллович        | 1922          | Красноармеец               | 04.06.1944              | 12.05.1943  | Руднянский район, село Микулино                                             |                        |
| 5     | Балтин Эдуард Дмитриевич       | 21.12.1936    | Адмирал                    | 09.10.1981              | 07.10.2008  | Смоленск, Братское кладбище                                                 |                        |
| 6     | Барченков, Даниил Гаврилович   | 17.12.1917    | Подполковник               | 29.06.1945              | 30.05.1950  | Смоленск, Кладбище «Клинок»                                                 |                        |
| 7     | Безруков Филипп Иванович       | 1921          | Красноармеец               | 04.06.1944              | 12.05.1943  | Руднянский район, село Микулино                                             |                        |
| 8     | Беленогов Юрий Сергеевич       | 10.06.1923    | Младший лейтенант          | 03.06.1944              | 02.09.1943  | Ельнинский район, город Ельня, братское кладбище                            |                        |
| 9     | Борисов Николай Борисович      | 19.12.1918    | Майор                      | 22.07.1944              | 10.07.1978  | Смоленск, Новое кладбище, Аллея Почёта                                      |                        |
| 10    | Бутенко Иван Ефимович          | 30.05.1918    | Лейтенант                  | 10.01.1944              | 21.10.1943  | Краснинский район, деревня Красная Горка                                    |                        |
| 11    | Винокуров Вячеслав Петрович    | 24.11.1913    | Подполковник               | 25.10.1938              | 30.11.1942  | Сычёвский район, город Сычёвка                                              |                        |
| 12    | Воробьёв Иван Иванович         | 16.01.1908    | Подполковник               | 15.05.1946              | 12.06.1967  | Смоленск, Кладбище «Клинок»                                                 |                        |
| 13    | Волынкин Василий Дмитриевич    | 04.04.1913    | Капитан                    | 31.03.1943              | 10.02.1942  | Гагаринский район, село Карманово                                           |                        |
| 14    | Голубой Александр Михайлович   | 13.12.1920    | Старший лейтенант          | 18.08.1945              | 15.07.1981  | Сычёвский район, город Сычёвка, Центральное кладбище                        |                        |
| 15    | Горохов Юрий Иванович          | 01.08.1921    | Капитан                    | 04.02.1944              | 01.01.1944  | Краснинский район, деревня Красная Горка                                    |                        |
| 16    | Горячев Владимир Петрович      | 06.01.1923    | Старший сержант            | 04.06.1944              | 12.05.1943  | Руднянский район, село Микулино                                             |                        |
| 17    | Григорьев Дмитрий Петрович     | 05.01.1920    | Подполковник               | 24.03.1945              | 03.01.1985  | Ярцевский район, город Ярцево, Хатынское кладбище                           |                        |
| 18    | Губенко Антон Алексеевич       | 12.02.1908    | Полковник                  | 22.02.1938              | 31.03.1939  | Смоленск, Сквер Памяти Героев                                               |                        |
| 19    | Гуревич Михаил Львович         | 31.03.1904    | Младший лейтенант          | 04.06.1944              | 17.09.1943  | Демидовский район, посёлок Пржевальское                                     |                        |
| 20    | Данькин Андрей Фёдорович       | 04.10.1913    | Майор                      | 05.11.1944              | 30.06.1978  | Смоленск, Новое кладбище, Аллея Почёта                                      |                        |
| 21    | Демченков Филипп Трофимович    | 27.10.1915    | Полковник                  | 12.04.1942              | 04.09.1975  | Смоленск, Новое кладбище, Аллея Почёта                                      |                        |
| 22    | Егоров Михаил Алексеевич       | 05.05.1923    | Сержант                    | 08.05.1946              | 20.06.1975  | Смоленск, Сквер Памяти Героев                                               |                        |
| 23    | Ефимов Вячеслав Борисович      | 1923          | Младший сержант            | 04.06.1944              | 12.05.1943  | Руднянский район, село Микулино                                             |                        |
| 24    | Зуев Иван Фадеевич             | 24.01.1908    | Младший лейтенант          | 30.10.1943              | 26.11.1977  | Ельнинский район, город Ельня, братское кладбище                            |                        |
| 25    | Иванов Михаил Романович        | 03.01.1924    | Капитан                    | 31.05.1945              | 10.02.1965  | Смоленск, Кладбище «Клинок»                                                 |                        |
| 26    | Иванов Фёдор Иванович          | 24.06.1923    | Старшина                   | 31.05.1945              | 15.01.2004  | Смоленск, Братское кладбище                                                 |                        |
| 27    | Камельчик Михаил Степанович    | 08.06.1921    | Подполковник               | 15.05.1946              | 27.10.2006  | Смоленск, Братское кладбище                                                 |                        |
| 28    | Карпов Стефан Архипович        | 1903          | Ефрейтор                   | 04.06.1944              | 12.10.1943  | Смоленск, Тихвинское кладбище, братская могила                              |                        |
| 29    | Киреев Иван Нестерович         | 10.01.1910    | Подполковник               | 04.06.1944              | 24.09.1943  | Руднянский район, город Рудня, братская могила № 3                          |                        |
| 30    | Киселёв Николай Давыдович      | 05.03.1921    | Старшина                   | 17.11.1943              | 31.12.1980  | Демидовский район, город Демидов, Покровское кладбище                       |                        |
| 31    | Козырев Павел Григорьевич      | 15.05.1919    | Капитан                    | 25.10.1943              | 10.06.1991  | Смоленск, Братское кладбище                                                 |                        |
| 32    | Колосов Николай Васильевич     | 1919          | Старший лейтенант          | 04.06.1944              | 12.05.1943  | Руднянский район, село Микулино                                             |                        |
| 33    | Константинова Ксения Семёновна | 18.04.1925    | Старшина                   | 04.06.1944              | 01.10.1943  | Руднянский район, деревня Распопы                                           |                        |
| 34    | Королёв Виталий Иванович       | 05.05.1916    | Полковник                  | 27.06.1945              | 04.11.1957  | Смоленск, Кладбище «Клинок»                                                 |                        |
| 35    | Корольков Иван Васильевич      | 05.10.1919    | Ефрейтор                   | 15.01.1944              | 01.01.1984  | Смоленск, Новое кладбище                                                    |                        |
| 36    | Коротков Алексей Иванович      | 12.08.1904    | Красноармеец               | 04.06.1944              | 06.04.1943  | Велижский район, деревня Беляево                                            |                        |
| 37    | Кочетков Григорий Сергеевич    | 23.01.1904    | Красноармеец               | 04.06.1944              | 17.08.1943  | Духовщинский район, деревня Большое Береснёво                               |                        |
| 38    | Кошелев Николай Иванович       | 25.12.1916    | Лейтенант                  | 10.03.1944              | 16.09.1943  | Ельнинский район, город Ельня, братское кладбище                            |                        |
| 39    | Кравцов Илья Павлович          | 01.08.1921    | Майор                      | 25.10.1945              | 14.10.1956  | Смоленск, Кладбище «Клинок»                                                 |                        |
| 40    | Куликов Алексей Александрович  | 1917          | Ефрейтор                   | 04.06.1944              | 21.09.1943  | Смоленский район, село Каспля                                               |                        |
| 41    | Куриленко Владимир Тимофеевич  | 25.12.1924    | Партизан                   | 01.09.1942              | 13.05.1942  | Смоленск, Сквер Памяти Героев                                               |                        |
| 42    | Лахин Григорий Родионович      | 04.11.1916    | Лейтенант                  | 29.03.1944              | 26.10.1943  | Краснинский район, посёлок Красный                                          |                        |
| 43    | Лихачёв Пётр Тимофеевич        | 21.06.1906    | Старший сержант            | 21.07.1942              | 22.03.1942  | Гагаринский район, город Гагарин, братская могила № 2                       |                        |
| 44    | Макаров Виктор Степанович      | 26.10.1923    | Полковник                  | 24.03.1945              | 28.01.1994  | Смоленск, Новое кладбище                                                    |                        |
| 45    | Матюшев Алексей Дмитриевич     | 21.03.1916    | Майор                      | 04.06.1944              | 19.09.1943  | Демидовский район, город Демидов                                            |                        |
| 46    | Михайлов Павел Михайлович      | 13.01.1917    | Майор                      | 29.06.1945              | 06.06.2005  | Холм-Жирковский район, посёлок Холм-Жирковский, Новое кладбище              |                        |
| 47    | Михальков Василий Фёдорович    | 10.02.1919    | Капитан                    | 26.08.1941              | 14.03.1962  | Починковский район, деревня Лучеса                                          |                        |
| 48    | Мозжаров Иван Иванович         | 15.11.1915    | Старшина                   | 03.06.1944              | 06.02.1958  | Починковский район, деревня Буловица                                        |                        |
| 49    | Молчанов Глеб Михайлович       | 04.10.1923    | Полковник                  | 31.05.1945              | 13.07.2002  | Смоленск, Братское кладбище                                                 |                        |
| 50    | Мягкий Михаил Васильевич       | 1922          | Красноармеец               | 04.06.1944              | 12.05.1943  | Руднянский район, село Микулино                                             |                        |
| 51    | Назарьев Георгий Андреевич     | 10.06.1925    | Капитан                    | 10.04.1945              | 02.08.1994  | Рославльский район, город Рославль, Вознесенское кладбище                   |                        |
| 52    | Недоговоров Виктор Леонтьевич  | 18.01.1903    | Полковник                  | 04.06.1944              | 06.04.1943  | Велижский район, город Велиж, Центральный сквер                             |                        |
| 53    | Николаев Иван Александрович    | 10.10.1922    | Полковник                  | 31.05.1945              | 12.06.2006  | Смоленск, Братское кладбище                                                 |                        |
| 54    | Николенко Степан Михайлович    | 27.05.1905    | Майор                      | 11.04.1940              | 16.08.1942  | Гагаринский район, село Карманово                                           |                        |
| 55    | Новосельцев Лукьян Евгеньевич  | 28.11.1912    | Майор                      | 31.05.1945              | 07.12.1956  | Угранский район, посёлок Всходы                                             |                        |
| 56    | Октябрьская Мария Васильевна   | 16.8.1902     | Сержант                    | 02.08.1944              | 15.03.1944  | Смоленск, Сквер Памяти Героев                                               |                        |
| 57    | Писарев Андрей Павлович        | 08.10.1908    | Полковник                  | 31.05.1945              | 14.12.1969  | Смоленск, Новое кладбище, Аллея Почёта                                      |                        |
| 58    | Пономарёв Георгий Андреевич    | 07.04.1914    | капитан                    | 04.06.1944              | 28.09.1943  | Демидовский район, город Демидов                                            |                        |
| 59    | Приходцев Василий Иванович     | 14.02.1921    | Подполковник               | 24.05.1944              | 24.06.2001  | Смоленск, Братское кладбище                                                 |                        |
| 60    | Рустемов Таштемир              | 1906          | Красноармеец               | 03.06.1944              | 12.08.1943  | Дорогобужский район, село Алексино                                          |                        |
| 61    | Рябов Михаил Тимофеевич        | 05.11.1914    | Полковник                  | 31.12.1942              | 07.06.1995  | Смоленск, Братское кладбище                                                 |                        |
| 62    | Сергиенков Дмитрий Григорьевич | 22.08.1926    | Полковник                  | 27.06.1945              | 07.09.2003  | Монастырщинский район, посёлок Монастырщина                                 |                        |
| 63    | Соколов Леонид Михайлович      | 28.04.1908    | Полковник                  | 27.05.1945              | 12.05.1981  | Смоленск, Новое кладбище, Аллея Почёта                                      |                        |
| 64    | Соловьёв Василий Иванович      | 09.03.1915    | Красноармеец               | 04.06.1944              | 28.08.1943  | Духовщинский район, город Духовщина, братская могила на центральной площади |                        |
| 65    | Стёпин Виктор Александрович    | 09.02.1919    | Полковник                  | 22.07.1944              | 11.12.2007  | Рославльский район, город Рославль, кладбище № 2                            |                        |
| 66    | Субботин Валентин Васильевич   | 26.12.1928    | Полковник                  | 18.12.1956              | 12.07.2006  | Смоленск, Братское кладбище                                                 |                        |
| 67    | Сурков Василий Иванович        | 10.02.1925    | Красноармеец               | 04.06.1944              | 13.09.1943  | Демидовский район, город Демидов                                            |                        |
| 68    | Сухоруков Иван Александрович   | 23.03.1922    | Полковник                  | 15.05.1946              | 21.02.1998  | Смоленск, Новое кладбище, Аллея Почёта                                      |                        |
| 69    | Тихонов Николай Викторович     | 04.02.1914    | Капитан                    | 04.02.1944              | 10.09.1943  | Духовщинский район, деревня Воронцово                                       |                        |
| 70    | Фабричнов Василий Васильевич   | 05.04.1925    | Сержант                    | 24.03.1945              | 16.02.1945  | Смоленск, Военный мемориал на улице Фрунзе (Покровское кладбище)            |                        |
| 71    | Хользунов Алексей Иванович     | 31.01.1919    | Лейтенант                  | 01.05.1943              | 07.03.1943  | Ярцевский район, деревня Петрово                                            |                        |
| 71    | Чибисов Конон Николаевич       | 01.09.1917    | Капитан                    | 27.02.1945              | 01.01.1996  | Руднянский район, посёлок Понизовье                                         |                        |
| 72    | Шевцов Пётр Фёдорович          | 12.07.1912    | Полковник                  | 27.02.1945              | 17.01.1944  | Руднянский район, город Рудня, братская могила № 3                          |                        |
| 73    | Щербаков Василий Самуилович    | 14.02.1921    | Старший лейтенант          | 24.03.1945              | 07.08.2004  | Смоленск, Братское кладбище                                                 |                        |
| 74    | Явенков Евгений Герасимович    | 28.09.1921    | Сержант                    | 20.12.1943              | 14.06.1993  | Шумячский район, деревня Зимонино                                           |                        |
| 75    | Яковенко Василий Гордеевич     | 18.08.1920    | Лейтенант                  | 09.02.1944              | 23.09.1943  | Духовщинский район, город Духовщина, братская могила на центральной площади |                        |